# Madman Across the Water
Madman Across the Water er det fjerde studiealbum af den britiske sanger Elton John, udgivet i 1971. Albummet blev indspillet på Trident Studios i London. Dette var det første album hvor Davey Johnstone spillede guitar og som ville fortsætte for mange år og årtier. Teksterne blev alle skrevet af sangskriveren Bernie Taupin.
I Storbritannien nåede albummet kun nummer 41 på UK Albums Chart, men nåede nummer otte i USA på Billboard 200. Albummet blev certificeret guld den 19. februar 1972, platin den 23. marts 1993 og dobbelt platin den 26. august 1998 af Recording Industry Association of America.

## Sporliste
Al musik komponeret af Elton John, al tekst skrevet af Bernie Taupin.
| #  | Titel                     | Længde |
| -- | ------------------------- | ------ |
| 1. | "Tiny Dancer"             | 6:15   |
| 2. | "Levon"                   | 5:21   |
| 3. | "Razor Face"              | 4:44   |
| 4. | "Madman Across the Water" | 5:56   |
| 5. | "Indian Sunset"           | 6:47   |
| 6. | "Holiday Inn"             | 4:16   |
| 7. | "Rotten Peaches"          | 4:56   |
| 8. | "All the Nasties"         | 5:08   |
| 9. | "Goodbye"                 | 1:45   |

## Musikere
| - Elton John – piano, vokal - Roger Pope – trommer (spor 1, 3, 6) - David Glover – basguitar (spor 1, 3, 6) - Caleb Quaye – elektrisk guitar (spor 1, 2, 3), akustisk guitar (spor 6) - BJ Cole – steel guitar (spor 1) - Davey Johnstone – akustisk guitar (spor 1, 4, 7), mandolin (spor 6), sitar (spor 6) - Paul Buckmaster – arrangement (spor 1, 2, 4, 5, 6, 8, 9) - Barry Morgan – trommer (spor 2) - Brian Odgers – basguitar (spor 2) - Brian Dee – harmonium (spor 2) - Rick Wakeman – organ (spor 3, 4, 7) | - Jack Emblow – harmonika (spor 3) - Terry Cox – trommer (spor 4, 5, 7) - Herbie Flowers – basguitar (spor 4, 5, 7) - Ray Cooper – perkussion (spor 4), tamburin (spor 7, 8) - Chris Spedding – elektrisk guitar (spor 4), slide guitar (spor 7) - Diana Lewis – ARP synthesizer (spor 4, 7) - Chris Laurence – kontrabas (spor 5) - Cantores em Ecclesia Choir – baggrundsvokal (spor 5, 8) - Nigel Olsson – trommer (spor 8), baggrundsvokal (spor 1, 6, 7) - Dee Murray – basguitar (spor 8), baggrundsvokal (spor 1, 6, 7) |

## Hitlister
| Hitliste (1972)                  | Placering |
| -------------------------------- | --------- |
| Australien (Kent Music Report)   | 8         |
| Canada (RPM Albums Chart)        | 9         |
| Italien (Hit Parade Italia)      | 14        |
| Japan (Oricon)                   | 13        |
| Spanien (PROMUSICAE)             | 11        |
| Storbritannien (UK Albums Chart) | 41        |
| USA (Billboard 200)              | 8         |

## Certificeringer
| Land       | Certificering |
| ---------- | ------------- |
| USA (RIAA) | 2× Platin     |